# 基尔科普
基尔科普，是馬耳他的马耳他的市镇及村庄，位於馬爾他島南部。市镇面積为1.1平方公里，海拔高度77米，2019年人口数量为2,397人。

## 外部連結
- 官方网站  （英文）